# Samuel Gustaf Hermelin
Samuel Gustaf Hermelin (ur. 4 kwietnia 1744 w Sztokholmie, zm. 4 marca 1820) – szwedzki baron, kartograf, przemysłowiec i dyplomata.
Ojcem Samuela Gustafa Hermelina był baron Carl Hermelin, matką Hedvig Ulrika Benzelstierna, dziadkiem ze strony matki arcybiskup Jakob Benzelius, a ze strony ojca Olof Hermelin. Od roku 1761 Samuel Gustaf uczęszczał na uniwersytet w Uppsali, a w 1781 został członkiem rady od spraw górnictwa Bergskollegium (dziś część Rady Handlu Kommerskollegium).
W roku 1782 wyruszył do Ameryki by uczyć się przemysłu i by nawiązać pierwsze kontakty dyplomatyczne z rodzącym się nowym państwem – USA.
dzieła kartograficzne
- Geographiske chartor öfver Swerige i 4 afdelingar, 1795-1818

książki o minerałach
- Försök till mineralhistoria övfer Lappmarken och Westerbotten (1804).

Jego dzieła przechowują stołeczne szwedzkie archiwa i zbiory: Riksarkivet, Krigsarkivet i Riksmuseet.